# Arcidiocesi greco-ortodossa d'Australia

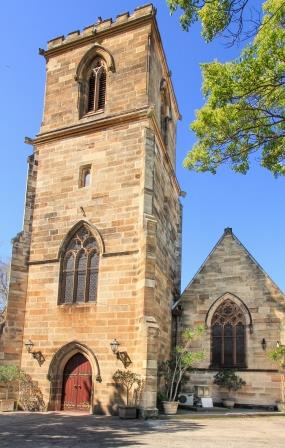
La cattedrale dell'Annunciazione a Sydney.

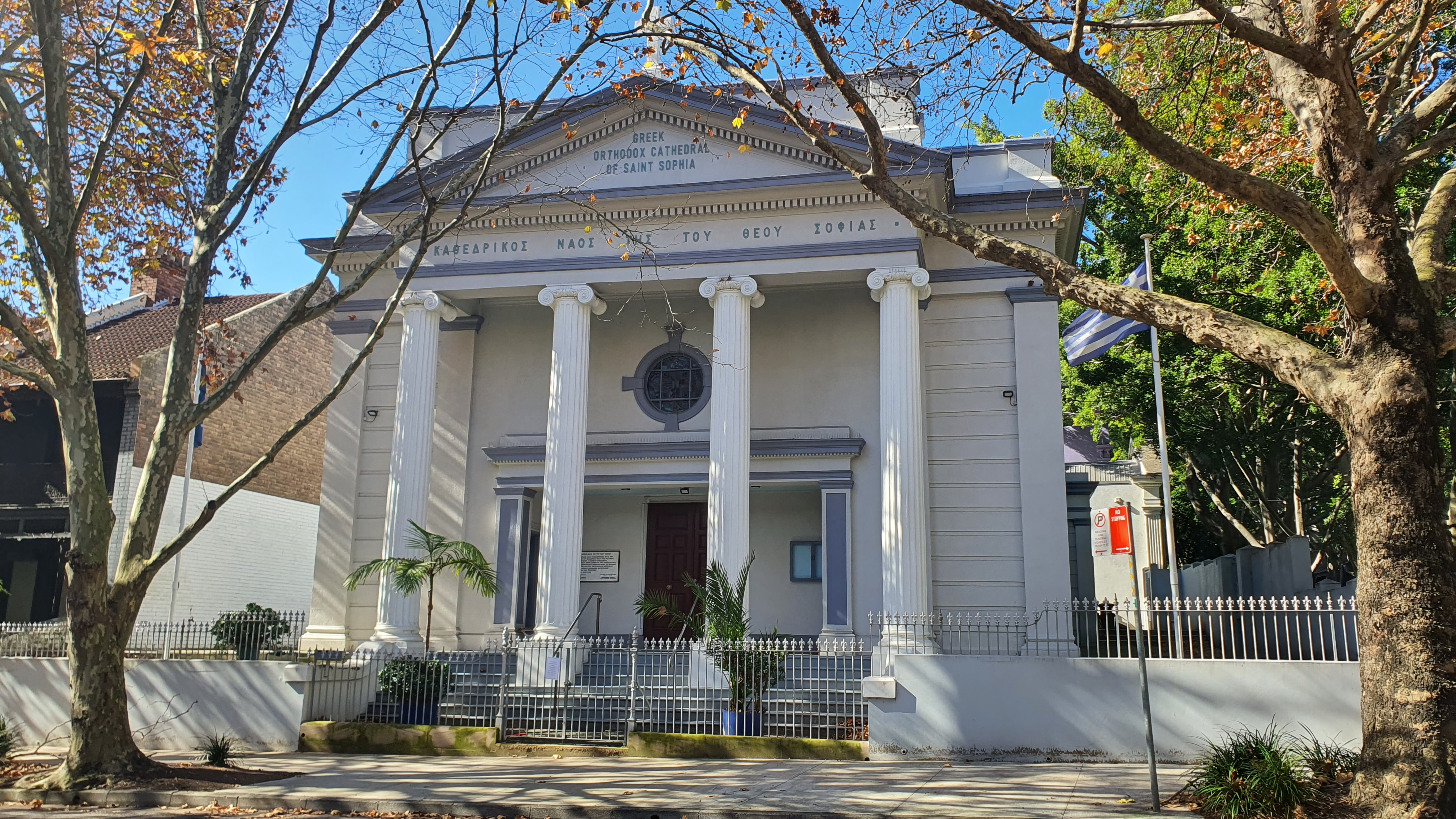
L'ex cattedrale di Santa Sofia a Paddington.

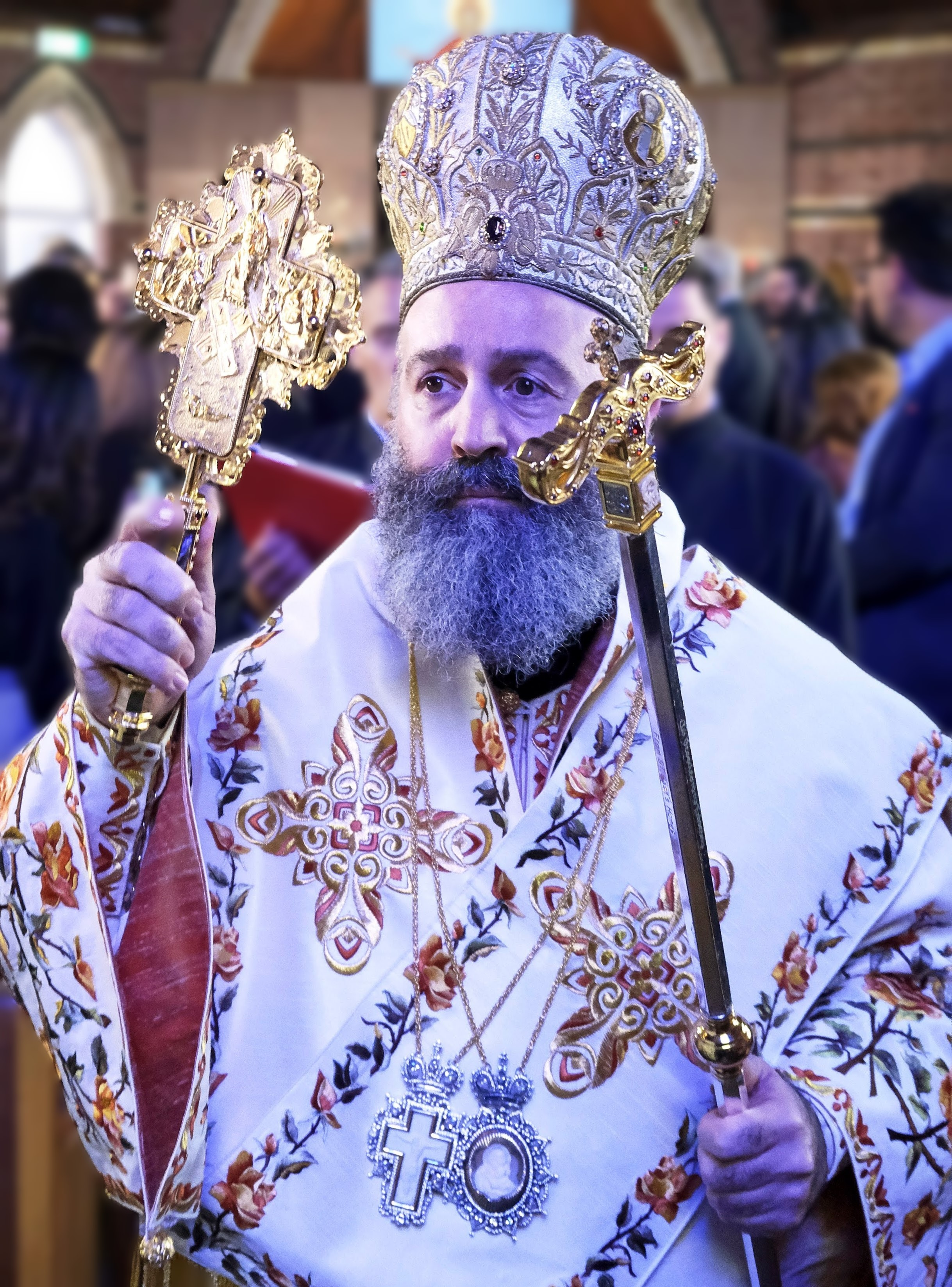
Makários, arcivescovo d'Australia dal 9 maggio 2019.

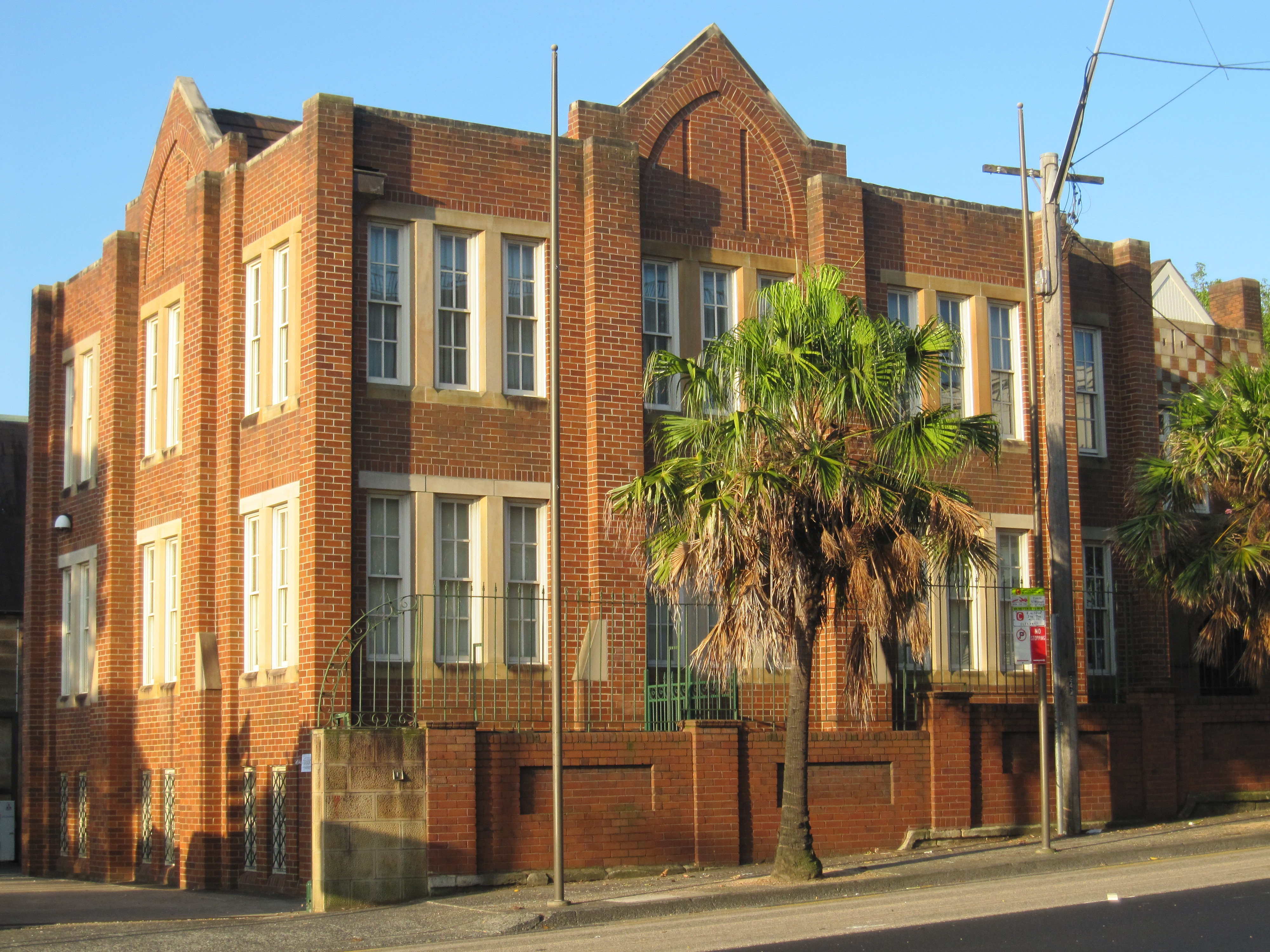
Il St Andrew's Greek Orthodox Theological College di Redfern, Sydney.

L'arcidiocesi greco-ortodossa d'Australia (in inglese: Greek Orthodox Archdiocese of Australia; in greco: Ελληνική Ορθόδοξη Αρχιεπισκοπή Αυστραλίας) è una eparchia (provincia ecclesiastica) del Patriarcato ecumenico di Costantinopoli, con giurisdizione sul territorio dell'Australia e di Papua Nuova Guinea. Sede dell'arcidiocesi è la città di Sydney, dove, nel quartiere di Redfern, si trova la cattedrale dell'Annunciazione.
Dal 9 maggio 2019 arcivescovo e primate della Chiesa greco-ortodossa d'Australia è Makários Griniezákis.

## Storia
La metropolia d'Australia fu eretta dal Santo Sinodo del patriarcato di Costantinopoli il 9 febbraio 1924, con giurisdizione sull'Australia e tutta l'Oceania.
Il 3 novembre 1947 la metropolia assunse il nuovo nome di metropolia d'Australia e di Nuova Zelanda, che il 10 settembre 1959 fu eretta al rango di arcidiocesi.
L'aumento della popolazione greco-ortodossa nei due Paesi portò alla loro suddivisione in distretti arcivescovili, ciascuno retto da un vescovo ausiliare (assistant bishops).
Il 10 gennaio 1970 l'arcidiocesi cedette una porzione di territorio a vantaggio dell'erezione della metropolia della Nuova Zelanda e contestualmente mutò il proprio nome in quello odierno.
Il 22 novembre 1970 fu adottata come nuova cattedrale, in sostituzione della precedente dedicata a Santa Sofia (a Paddington), un'ex chiesa anglicana, che nell'occasione fu riconsacrata e dedicata all'Annunciazione.
Il 23 febbraio 1986 si aprì ufficialmente l'Istituto teologico greco-ortodosso Sant'Andrea (St Andrew's Greek Orthodox Theological College) per la formazione teologica dei chierici dell'arcidiocesi e la formazione dei laici.
Il 17 luglio 2024 il Santo Sinodo patriarcale ha deciso la suddivisione territoriale dell'arcidiocesi in diocesi, rette da corepiscopi (χωρεπίσκοποι): Canberra, Melbourne, Perth, Adelaide, Brisbane e Chora.
Il 30 agosto 2024 sono stati approvati i nuovi statuti dell'arcidiocesi che, tra le altre cose, prevedono la costituzione di un Santo Sinodo eparchiale, presieduto dall'arcivescovo d'Australia.
Il 6 ottobre 2024 si è riunito per la prima volta il Santo Sinodo eparchiale alla presenza del patriarca Bartolomeo di Costantinopoli.

## Organizzazione
L'arcidiocesi greco-ortodossa d'Australia comprende un distretto arcivescovile e 6 diocesi:
- Distretto arcivescovile, sede propria dell'arcivescovo d'Australia, con sede a Sydney e giurisdizione su parti del Nuovo Galles del Sud
- Diocesi di Camberra, con sede a Camberra e giurisdizione sul Territorio della Capitale Australiana, la Tasmania e parti del Nuovo Galles del Sud
- Diocesi di Melbourne, con sede a Melbourne e giurisdizione su parte della città episcopale
- Diocesi di Perth, con sede a Perth e giurisdizione sull'Australia Occidentale
- Diocesi di Adelaide, con sede a Adelaide e giurisdizione sull'Australia Meridionale e il Territorio del Nord
- Diocesi di Brisbane, con sede a Brisbane e giurisdizione sul Queensland
- Diocesi di Chora, con sede a Northcote, sobborgo di Melbourne, e giurisdizione sulle parti settentrionali di Melbourne e il resto dello stato di Victoria.

## Cronotassi
- Christóforos Knítis † (9 febbraio 1924 - 17 aprile 1926 dimesso)[9]
- Ioakeím Apostolídis † (17 aprile 1926 - 24 giugno 1926 dimesso)[10]
- Christóforos Knítis † (24 giugno 1926 - 4 febbraio 1928 eletto metropolita di Bizia) (per la seconda volta)
- Timótheos Evangelinídis † (30 novembre 1931 - 16 gennaio 1947 eletto metropolita di Rodi)[11]
- Theofýlaktos Papathanasópoulos † (24 agosto 1947 - 2 agosto 1958 deceduto)[12]
- Iezekiíl Tsoukalás † (24 febbraio 1959 - 24 febbraio 1968 dimesso)[13]
- Iezekiíl Tsoukalás † (12 agosto 1969 - 5 agosto 1974 eletto metropolita di Pisidia) (per la seconda volta)
- Stylianós Charkianákis † (13 febbraio 1975 - 25 marzo 2019 deceduto)[14]
- Makários Griniezákis, dal 9 maggio 2019